# Albudeite
Albudeite é um município da Espanha na província e comunidade autónoma de Múrcia. Tem 17 km² de área e em 2021 tinha 1 388 habitantes (densidade: 81,6 hab./km²).

## Demografia
| Variação demográfica do município entre 1991 e 2004 | Variação demográfica do município entre 1991 e 2004 | Variação demográfica do município entre 1991 e 2004 | Variação demográfica do município entre 1991 e 2004 |
| --------------------------------------------------- | --------------------------------------------------- | --------------------------------------------------- | --------------------------------------------------- |
| 1991                                                | 1996                                                | 2001                                                | 2004                                                |
| 1411                                                | 1328                                                | 1368                                                | 1439                                                |